# Phoroncidia gira
Phoroncidia gira là một loài nhện trong họ Theridiidae.
Loài này thuộc chi Phoroncidia. Phoroncidia gira được Herbert Walter Levi miêu tả năm 1964.